# آپلیدوون
آپلیدوون (به انگلیسی: Upleadon) یک روستا و محله مدنی در بریتانیا است که در Forest of Dean واقع شده‌است. آپلیدوون ۲۷۶ نفر جمعیت دارد.